# Cauley Woodrow
Cauley Woodrow (ur. 2 grudnia 1994 w Hemel Hempstead) – angielski piłkarz występujący na pozycji napastnika w Barnsley.